# Peter Safran
Peter Safran, född 22 november 1965 i London, är en brittisk-amerikansk filmproducent, studiochef och talangchef. Han arbetar även som medordförande och co-VD för DC Studios tillsammans med James Gunn.
Peter Safran har arbetat med att bygga upp universumet kring skräckfilmen The Conjuring, samt producerat filmer som Aquaman, Shazam!, The Suicide Squad och Shazam! Fury of the Gods. Han har varit producent för TV-serien Peacemaker.

## Filmografi (i urval)

### Producent

#### Warner Bros.
- 2010 – Buried
- 2013 – The Conjuring
- 2014 – Annabelle
- 2016 – The Conjuring 2
- 2016 – Wolves at the Door
- 2017 – Annabelle 2: Creation
- 2018 – The Nun
- 2018 – Aquaman
- 2019 – Shazam!
- 2019 – Annabelle Comes Home
- 2021 – The Conjuring: The Devil Made Me Do It
- 2021 – The Suicide Squad
- 2023 – Shazam! Fury of the Gods
- 2023 – The Nun 2
- 2023 – Aquaman and the Lost Kingdom
- 2025 – Superman
- 2026 – Supergirl: Woman of Tomorrow

#### Andra studios
- 1997 – Rocketman
- 2008 – Meet the Spartans
- 2008 – Over Her Dead Body
- 2008 – Disaster Movie
- 2009 – New in Town
- 2010 – Vampyrer suger
- 2011 – Flypaper
- 2011 – Elephant White
- 2012 – ATM
- 2013 – Vehicle 19
- 2013 – Hours
- 2013 – Mindscape
- 2013 – The Starving Games
- 2015 – The Atticus Institute
- 2015 – Martyrs
- 2016 – The Choice
- 2016 – The Belko Experiment
- 2016 – Mine
- 2016 – The Worthy
- 2017 – Flatliners
- 2022 – Jag vill ha dig tillbaka

### Exekutiv producent
- 1998 – Senseless – Sanslösa sinnen
- 2000 – Scary Movie
- 2004 – My Baby's Daddy
- 2004 – Connie och Carla
- 2005 – The Long Weekend
- 2009 – Min stora feta grekiska semester
- 2015 – Dark Places
- 2019 – Valley of the Gods

### TV-producent
- 2022 – Peacemaker (TV-serie)
- 2024 – Creature Commandos (TV-serie)